# Kabard- és Balkárföld zászlaja

A kék az eget, a fehér a hóborította Kaukázust, a zöld pedig a mezőket jelképezi. Középen az Elbrusz hegynek, Európa legmagasabb pontjának a fehér sziluettje látható.
A zászlót 1994. július 21-én vonták fel hivatalosan.

## Külső hivatkozások
- FOTW a zászlóról[halott link]